# Реал Потоси
«Реа́л Бами́н Потоси́» (исп. Club Bamin Real Potosí) — боливийский футбольный клуб из города Потоси.

## История
«Клуб Реал Потоси» был основан 20 октября 1941 года. Слово «Бами́н» добавилось в его название в 1986 году, после слияния с одноимённым клубом. 1 апреля 1986 года некоторые историки считают настоящей датой основания клуба.
После победы во Втором дивизионе чемпионата Боливии в 1997 году, в 1998 году «Реал Потоси» дебютировал в Профессиональном дивизионе чемпионата страны. В 2002 году клуб дебютировал в розыгрыше Кубка Либертадорес.
В 2007 году «Реал Потоси» впервые в своей истории стал чемпионом Боливии и в третий раз получил путёвку в групповой этап Кубка Либертадорес.
Стадион клуба, названный в честь Виктора Угарте (ранее носил имя Марио Меркадо Вака Гусмана, в честь покойного лидера Боливии ), расположен на высоте 3960 метров над уровнем моря — это один из самых высокогорных стадионов мира.

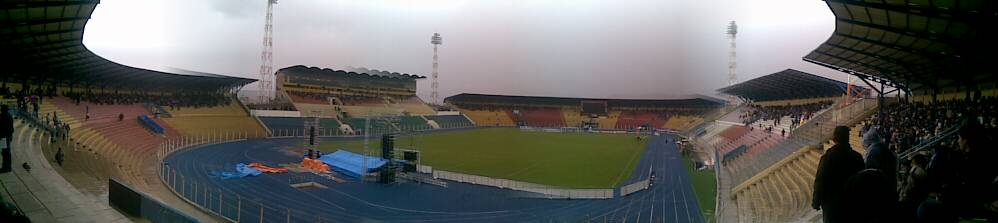
Стадион «Виктор Агустин Угарте»

## Достижения
- Чемпион Боливии (1): 2007 Ап.
  - Вице-чемпион Боливии (3): 2004 Кл., 2006 Кл., 2006 (Лето)
- Финалист Кубка Аэросур юга Боливии (3): 2009, 2010, 2011
- Чемпион Второго Дивизиона (1): 1997
- Участник Кубка Либертадорес (6): 2002, 2007, 2008, 2009, 2010, 2012
- Участник Южноамериканского кубка (4): 2007, 2013, 2015, 2016

## Рекордсмены клуба
Ниже представлены рекордсмены клуба по количеству сыгранных матчей и забитым голам в чемпионатах Боливии:
По числу матчей (более 200 матчей)
1. Дарвин Пенья — 363 матча
2. Эдуардо Ортис Куэльяр — 340 матчей
3. Николас Суарес Вака — 309 матчей
4. Роберто Карлос Корреа — 299 матчей
5. Мигель Лоайса — 289 матчей
6. Хосе Дайлер Гутьеррес — 248 матчей
7. Сесар Ясеротте — 248 матчей
8. Эдемир Родригес — 230 матчей
9. Дино Уалльпа — 208 матчей

Бомбардиры (более 50 голов)
1. Дарвин Пенья — 91 гол
2. Альфредо Хара — 77 голов
3. Кристиан Рейнальдо — 71 гол
4. Роберто Карлос Корреа — 66 голов
5. Мигель Лоайса — 58 голов